# БА-30
БА-30 — советский средний полугусеничный бронеавтомобиль 1930-х годов.

## Разработка и испытания
В СССР разработка полугусеничных бронемашин началась в 1934 году в конструкторском бюро КБС Ижорского завода. В следующем 1935 году в АБТУ РККА представлен проект полугусеничного броневика БА-6С («Кегресс снежный») на базе НАТИ-3, но из-за отсутствия серийного производства полугусеничных грузовиков разработку прекратили.
В 1936 году проектировать легкую полугусеничную бронемашины начали в НАТИ, с которым АБТУ заключило договор на проектирование машины. Шасси изготавливали в НАТИ, а бронекорпус изготавливали и собирали бронеавтомобиль на заводе дробильно-размольного оборудования в Выксе. Новый бронеавтомобиль, названный БА-30, готов в конце 1936 года и после устранения выявленных в предварительных пробегах недостатков, зимой 1937 года поступил на НИБТ полигон для испытаний.
Как базу в НАТИ использоваНО шасси НАТИ-3 с изменениями:
1. Установлен более мощный двигатель М-1 мощностью 50 л. с. вместо 40-сильного ГАЗ-АА;
2. Улучшено охлаждение установкой радиатора с танка Т-37 емкостью 22 л вместо прежних 13,5 л;
3. За коробкой передач ГАЗ-АА установлен демультипликатор;
4. Между ведущими колесами установлены дополнительные дифференциалы;
5. Рама сзади укорочена на 500 мм, колёсная база — на 390 мм;
6. Укорочен на 390 мм карданный вал;
7. Передние рессоры усилены добавлением двух листов;
8. Изменена конструкция ограничителей движителей — вместо валиков на НАТИ-3 установлены укороченные ролики;
9. В передней части бронемашины смонтировали ролики для облегчения преодоления препятствий.
Как движитель использовали гусеничную ленту из прорезиненной ткани, на внешней стороне которой крепили алюминиевые накладки-плицы для улучшения сцепления с грунтом. Для движения по снегу БА-30 укомплектовывался парой лыж, которые зимой устанавливали на передние колеса.
БА-30 имел сваренный из 4-6 мм бронелистов корпус, по конструкции гибрид из корпусов ФАИ и БА-20. Вооружение из пулемета ДТ во вращающейся башне от БА-20. Боекомплект из 24 пулеметных дисков, в четырех стойках у кормовых листов корпуса. Для посадки экипажа из трех человек в бортах было две двери, а для наблюдения 5 лючков и 7 смотровых щелей.
В качестве средства связи использовалась радиостанция (вдоль левого борта) 71-ТК-1 с поручневой антенной на корпусе.

## Испытания
За время испытаний в феврале — июле 1937 года БА-30 прошел 2 380 км, из них 977 зимой (по шоссе и проселку на колесах и гусеницах — 236 км, по шоссе, проселку и целине на лыжах и гусеницах — 739 км) и летом и весной 1 403 км (9 418 по шоссе, 985 проселок).
На испытаниях БА-30 при боевой массе 4,595 т показал среднюю скорость по асфальтовому шоссе 36,6 км/ч, зимой на лыжах по проселку 15,35 км/ч и по снежной целине 8,82 км/ч. Запас хода 253 км по шоссе, 122 км по заснеженному проселку на лыжах и 82 км по снежной целине на лыжах. При преодолении препятствий выяснили, что летом максимально преодолимый бронеавтомобилем подъем с твердым дернистым грунтом 15-16 градусов, зимой максимально преодолимый косогор с глубиной снега 300—350 см 12-13 градусов. Кроме того, БА-30 преодолевал брод 680 мм с твердым песчаным грунтом.
В выводах комиссия, испытывавшая бронемашину, отметила слабое вооружение и бронирование, недостаточную обзорность в бою и неудобство мест экипажа для работы. Кроме того, она рекомендовала усилить переднюю ось и рессоры, увеличить прочность резиновых гусеничных лент с обеспечением необходимой эластичности, установить вместо алюминиевых плиц стальные, упростить механизм натяжения гусениц и демонтаж ведущих колес (на БА-30 это требовало 6 человеко-часов), демонтировать передние ролики, не оправдавшие назначения при преодолении препятствий, установить более мощный двигатель и внести другие изменения.

В заключении отчета о испытаниях бронемашины БА-30, подписанного и председателем комиссии майором Кульчицким:
«Опытный БА-30 имеет ряд принципиальных конструктивных и производственных недостатков. Основные недостатки следующие: вооружение недостаточно, броня слаба, для работы полугусеничного автомобиля шасси перегружено и ненадежно.
Устранение всех отмеченных недостатков шасси автомобиля требует больших затрат и времени, чем постройка нового автомобиля, причем все эти недостатки шасси обнаружены при эксплуатации автомобиля с существующим корпусом БА-30 и двигателем М-1.
Если же изменить систему вооружения, поставить более мощную броню и более мощный двигатель, то вес автомобиля и напряжения в отдельных механизмах возрастут. Это не может не сказаться опять же на динамике и прочности данного бронеавтомобиля.
Отсюда следует, что БА-30 для использования в РККА негоден, а устранения недостатков без коренного пересмотра всего бронеавтомобиля, нецелесообразно.
Необходимо разработать проект полугусеничного бронеавтомобиля с учетом всех материалов по испытаниям автомобилей этого типа».
Материалы по испытанию полугусеничного БА-30 рассматривали в научно-техническом комитете АБТУ в конце 1937 года. В результате обсуждения отмечено, что БА-30 представляет интерес как попытка создания полугусеничного бронеавтомобиля, пригодного для движения по бездорожью и снежной целине. Но из-за несовершенства конструкции полугусеничного шасси было решено дальнейшие разработки бронемашин такого типа прекратить «впредь до отработки полугусеничного движителя».
В ряде отечественных источников упоминается об изготовлении небольшой серии БА-30 и даже об их использовании как тягачи в советско-финской войне. Но это не подтверждается архивными документами. В годовых отчетах Выксунского завода ДРО о выполнении военных заказов за 1933–1941 годы по БА-30 только одна строка отчета за 1936 год: «Бронеавтомобиль БА-30 – 1 шт., стоимость 30 тыс. руб., заказчик — НАТИ». Нет следов о изготовлении БА-30 и в документах Ижорского завода, а в ведомости наличия бронемашин в РККА на 1 января 1938 года (в которой указаны и опытные образцы) только один БА-30. Что касается участия БА-30 в советско-финской войне, то это также не подтверждено документами. Скорее всего, речь была о полугусеничных грузовиках ЗИС-22 и ГАЗ-60, которые использовались Красной Армией в войне и в стрелковых дивизиях и в танковых частях.
Судьба построенного опытного БА-30. После испытаний он остался на НИБТ полигоне, где был до начала Великой Отечественной войны. 29 сентября 1941 года по накладной № 2909 БА-30, вместе с 41 другими машинами с полигона, отправлен в распоряжение Казанских бронетанковых курсов. Дальнейшая судьба бронеавтомобиля неизвестна, скорее всего, его сдали на металлолом.